# ホロモイ人
- コモロイ人

ホロモイ人（ホロモイじん、英：Khoromoy, 露：Хоромои）は、ロシアの
オモロイ川とヤナ川の下流域に沿って居住し、ユカギール語のヤン方言（デトキル方言）を話した。失われたユカギール12部族の一つで、現在は存在していない。

## 概要
民族名は、ユカギール語の「koriel」(「オオカミ」)と「omo」(「部族」)の組み合わせた、言わば「オオカミ族」のようなものを意味していた。エヴェンキやガナサン族と同化して消滅した。